# Kričići-Jejići
Kričići-Jejići – wieś w Bośni i Hercegowinie, w Federacji Bośni i Hercegowiny, w kantonie środkowobośniackim, w gminie Dobretići. W 2013 roku liczyła 37 mieszkańców, z czego większość stanowili Chorwaci.